# Prestonia vana
Prestonia vana är en oleanderväxtart som beskrevs av R. E. Woodson. Prestonia vana ingår i släktet Prestonia och familjen oleanderväxter. Inga underarter finns listade i Catalogue of Life.